# 로서의 정리
로서의 정리(Rosser's theorem, -定理)는 소수의 크기에 관한 수론의 정리로, 미국의 수리논리학자 존 바클리 로서(John Barkley Rosser)가 1938년 증명하였다.
n번째 소수를 pn이라 할 때, 로서의 정리는 다음과 같이 간단한 부등식으로 공식화할 수 있다.
- {\displaystyle p_{n}>n\ln {n}.} (n≥1)

이 부등식은 유용하지만 임의의 소수를 추적하는 데 그리 정확하지는 않다. 그러므로 거듭해서 개량이 이루어졌는데, 최근의 개량된 형태는 다음과 같다.
- {\displaystyle p_{n}>n(\ln {n}+\ln {\ln {n}}-1).} (n≥1) - (Havil 2003)

여기서 n>ee 즉 n≥16 이라면(참고로 p16 = 53) ln n + ln(ln n) - 1 > ln n 이 성립하므로, 개량된 형태가 충분히 큰 n에 대해서 보다 pn에 근접한 형태임을 알 수 있다.

## 같이 보기
- 소수 정리

## 참고 문헌
- Rosser, J. B. "The nth Prime is Greater than n ln n". Proceedings of the London Mathematical Society 45, 21-44, 1938.